# Aphaniosoma obscuratum
Aphaniosoma obscuratum is een vliegensoort uit de familie van de Chyromyidae. De wetenschappelijke naam van de soort is voor het eerst geldig gepubliceerd in 1945 door Frey.